# Jan Verheyden (1936)
Jan Verheyden (Meerhout, 17 juli 1936) is een voormalig Belgisch volksvertegenwoordiger.

## Levensloop
Hij werd beroepshalve onderwijzer, econoom en was kabinetsmedewerker van de BSP- en SP-ministers Willy Claes, Piet Vermeylen en Willy Calewaert.
Verheyden werd in 1970 verkozen tot gemeenteraadslid van Tessenderlo, waar hij van 1977 tot 1988 schepen en vervolgens van 1995 tot 2009 burgemeester was. Ook was hij van 1971 tot 1985 provincieraadslid van Limburg.
Tevens zetelde hij van 1985 tot 1991 voor het arrondissement Hasselt in de Kamer van volksvertegenwoordigers. In de periode december 1985-november 1991 had hij als gevolg van het toen bestaande dubbelmandaat ook zitting in de Vlaamse Raad. De Vlaamse Raad was vanaf 21 oktober 1980 de opvolger van de Cultuurraad voor de Nederlandse Cultuurgemeenschap, die op 7 december 1971 werd geïnstalleerd, en was de voorloper van het huidige Vlaams Parlement.  